# Cedar Grove (Wisconsin)
Cedar Grove – wieś w Stanach Zjednoczonych, w stanie Wisconsin, w hrabstwie Sheboygan.